# Federico Mordegan
Federico Mordegan (Vicenza, 1º febbraio 1970) è un ex tennista italiano.

## Carriera
In carriera ha vinto un titolo di doppio nel circuito maggiore all'Estoril Open 1994 in coppia con Cristian Brandi, col quale ha raggiunto altre tre finali di doppio.

## Statistiche

### Doppio

#### Vittorie (1)
| N. | Data          | Torneo                | Superficie  | Compagno        | Avversari in finale            | Punteggio |
| 1. | 3 aprile 1994 | Estoril Open, Lisbona | Terra rossa | Cristian Brandi | Richard Krajicek Menno Oosting | walkover  |

#### Finali perse (5)
| N. | Data           | Torneo                                                      | Superficie  | Compagno          | Avversari in finale            | Punteggio     |
| 1. | 24 giugno 1990 | Genoa Cup, Genova                                           | Terra rossa | Cristiano Caratti | Tomás Carbonell Udo Riglewski  | 6-7, 6-7      |
| 2. | 2 agosto 1992  | Internazionali di Tennis di San Marino, Città di San Marino | Terra rossa | Cristian Brandi   | Nicklas Kulti Mikael Tillström | 2-6, 2-6      |
| 3. | 21 marzo 1994  | Grand Prix Hassan II, Casablanca                            | Terra rossa | Cristian Brandi   | David Adams Menno Oosting      | 3-6, 4-6      |
| 4. | 9 ottobre 1994 | Athens Open, Atene                                          | Terra rossa | Cristian Brandi   | Luis Lobo Javier Sánchez       | 7-5, 1-6, 4-6 |
| 5. | 13 agosto 1995 | Internazionali di Tennis di San Marino, Città di San Marino | Terra rossa | Pablo Albano      | Jordi Arrese Andrew Kratzmann  | 6-7, 6-3, 2-6 |